# Krzysztof Horodecki
Krzysztof Horodecki (ur. 7 grudnia 1953 w Stargardzie Szczecińskim) – polski polityk, przedsiębiorca, senator II kadencji.

## Życiorys
Ukończył studia na Wydziale Budownictwa Lądowego Politechniki Poznańskiej.
Pracował początkowo w Biurze Projektów „Inwestprojekt”. następnie jako kierownik działu w Pilskim Przedsiębiorstwie Robót Inżynieryjnych w Chodzieży. W 1983 założył prywatną firmą projektową (przekształconą w spółkę akcyjną Ekolog Holding) w Pile. Był stypendystą Programu Fulbrighta na Santa Clara University. Od 1992 kierował Pilską Izbą Gospodarczą.
Od 1991 do 1993 sprawował mandat senatora II kadencji z województwa pilskiego. Został wybrany jako kandydat niezależny, w trakcie kadencji przystąpił do klubu parlamentarnego Unii Demokratycznej. W 1992 jego nazwisko pojawiło się na tzw. liście Macierewicza. W latach 1998–2001 był radnym sejmiku wielkopolskiego z ramienia Unii Wolności. Od 2001 był związany z Platformą Obywatelską.
W 2002 otrzymał Złoty Krzyż Zasługi.